# Women’s World Championship (WWE)
Women’s World Championship – tytuł mistrzowski profesjonalnego wrestlingu stworzony i promowany przez federację WWE. Mistrzostwo jest bronione przez wrestlerki występujące w brandzie Raw i jest odpowiednikiem WWE Women’s Championship należącego do brandu SmackDown. Pas mistrzowski został zaprezentowany 23 sierpnia 2016 podczas tygodniówki SmackDown Live. Inauguracyjną mistrzynią była Becky Lynch.

## Historia
W związku w powrotem podziału WWE na brandy i zorganizowania draftu, posiadaczka WWE Women’s Championship Charlotte została przeniesiona do brandu Raw, pozostawiając roster SmackDown bez mistrzostwa kobiet. Tuż po gali SummerSlam podczas pierwszego odcinka tygodniówki SmackDown Live, generalny menadżer SmackDown Daniel Bryan i komisarz SmackDown Shane McMahon przedstawili WWE SmackDown Women’s Championship. Ogłosili również, że pierwsza mistrzyni zostanie wyłoniona w walce pomiędzy Alexą Bliss, Becky Lynch, Carmellą, Naomi, Natalyą i Nikki Bellą podczas gali Backlash. Starcie wygrała Becky Lynch.
Tytuł dwukrotnie był stawką głównego wydarzenia sztandarowej gali WWE, WrestleManii. Po raz pierwszy na WrestleManii 35 (wraz z Raw Women’s Championship) oraz na WrestleManii 37.
W wyniku WWE Draft 2023, mistrzostwa kobiet Raw i SmackDown zamieniły się brandami i nie było żadnych zmian tytułów dla obu mistrzostw, zanim wyniki draftu weszły w życie 8 maja. Kwestia mistrzostw kobiet SmackDown na Raw została następnie rozwiązany na 12 czerwca 2023 na odcinku Raw. Tej nocy WWE Official, Adam Pearce, zaprezentował nowy pas mistrzowski panującej mistrzyni Rhei Ripley, a tytuł został następnie przemianowany na MWomen’s World Championship. Nastąpiło to wkrótce po tym, jak Raw Women’s Championship powróciło do swojej pierwotnej nazwy WWE Women’s Championship 9 czerwca.

### Wygląd pasa
Oryginalny wygląd pasa mistrzowskiego nył niemalże identyczny do Women’s Championship z brandu Raw, lecz centralna i boczne stalowe płyty były koloru niebieskiego zamiast czerwonego, znaczące ekskluzywność do rosteru SmackDown. Tak jak w przypadku wielu innych tytułów federacji, po zmianie posiadaczki mistrzostwa, boczne blaszki z logiem były zmieniane na charakterystyczne dla wrestlerki grafiki.
Kiedy tytuł zmienił nazwę na Women’s World Championship w czerwcu 2023 roku, przyjęto prawie identyczny projekt jak World Heavyweight Championship mężczyzn, który został wprowadzony w kwietniu, choć mniejszy, na białym pasku i małym banerze nad tabliczką „World” z napisem „Women’s”. Zachowuje również konfigurowalne płyty boczne.

### Pojedynek inauguracyjny
| Nr. eliminacji | Wrestlerka  | Wyeliminowana przez | Metoda eliminacji                                                    | Czas  |
| -------------- | ----------- | ------------------- | -------------------------------------------------------------------- | ----- |
| 1              | Alexa Bliss | Naomi               | Przypięta po otrzytmaniu kombinacji powerbomb/neckbreaker od Natalyi | 9:38  |
| 2              | Naomi       | Natalyę             | Odklepała po założeniu dźwigni Sharpshooter                          | 10:52 |
| 3              | Natalya     | Nikki Bellę         | Przypięta po otrzytmaniu Rack Attack 2.0                             | 12:00 |
| 4              | Nikki Bella | Carmellę            | Przypięta ruchem roll-up                                             | 12:08 |
| 5              | Carmella    | Becky Lynch         | Odklepała po założeniu dźwigni Dis-arm-her                           | 14:40 |
| Zwyciężczyni   | Becky Lynch | –                   | –                                                                    | 14:40 |

## Przynależność mistrzostwa
| Kolory | Kolory                                  |
| ------ | --------------------------------------- |
|        | Tytuł przeniesiony do brandu Raw.       |
|        | Tytuł przeniesiony do brandu SmackDown. |

| Data przeniesienia | Notka |
| ------------------ | --- |
| 23 sierpnia 2016   | Mistrzostwo ustanowione dla brandu SmackDown. |
| 8 maja 2023        | W ramach draftu, ówczesna posiadaczka Raw Women’s Championship Bianca Belair została przeniesiona do brandu SmackDown, natomiast posiadaczka SmackDown Women’s Championship Rhea Ripley pozostała członkiem brandu Raw. Zaraz po 8 maja 2023, kiedy postanowienia draftu zaczęły obowiązywać, zarówno Belair i Ripley stawały w obronie mistrzostw pod szyldem swoich nowych brandów. |

## Panowania

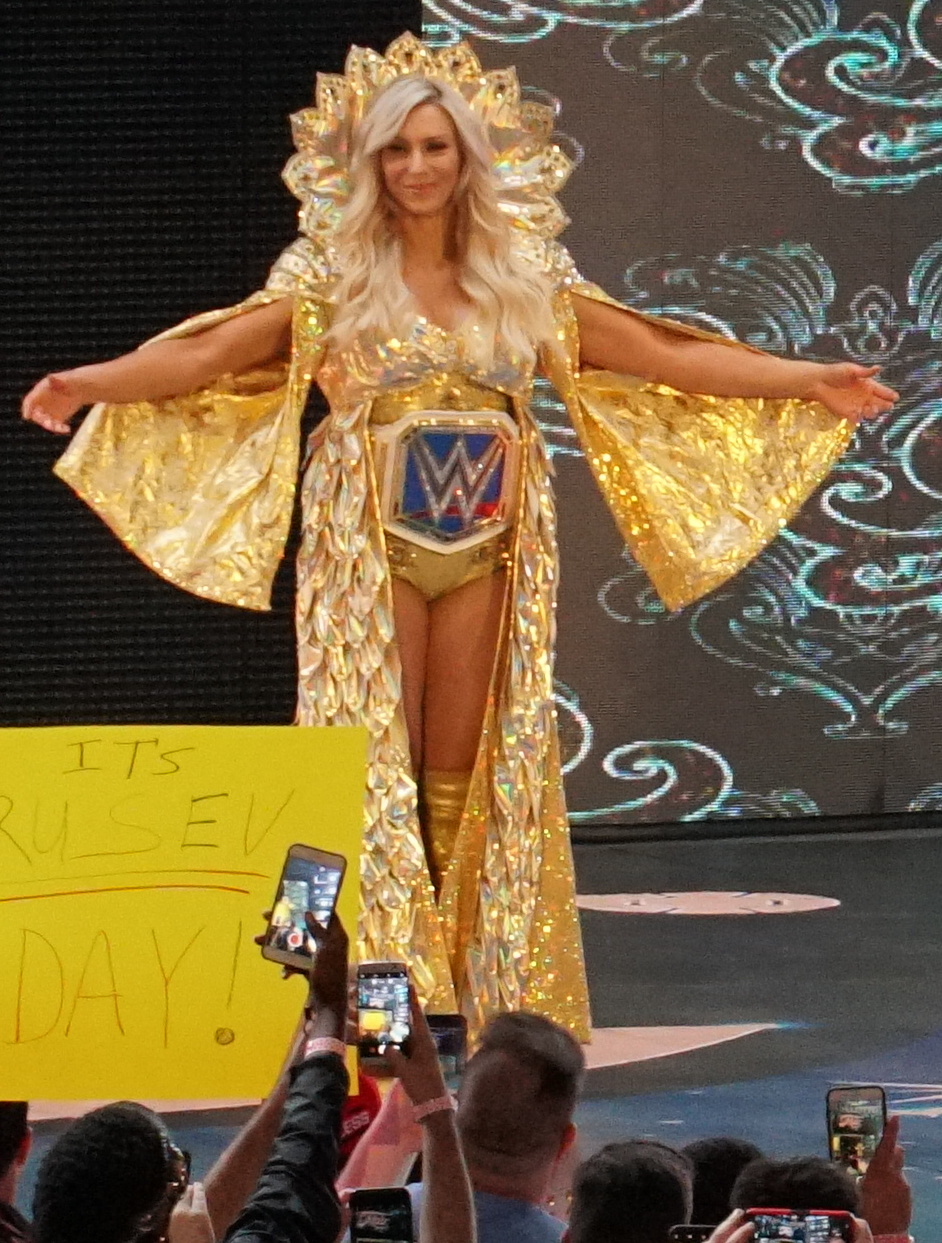
Najkrócej panująca i rekordowo siedmiokrotna mistrzyni Charlotte Flair

Na dzień 19 sierpień 2025 ogółem były 30 panowań między 13 wrestlerkami i 2 wakatami. Charlotte Flair posiadała tytuł rekordowo siedem razy. Bayley i Rhea Ripley posiadały mistrzostwo najdłużej, bo 380 dni podczas odpowiednio drugiego i pierwszego panowania. Czwarte panowanie Charlotte było najkrótsze i trwało zaledwie 5 minut. Asuka jest najstarszą mistrzynią, która zdobyła tytuł w wieku 37 lat, a Alexa Bliss jest najmłodszą, zdobywając mistrzostwo po raz pierwszy w wieku 25 lat.
Obecnie tytuł jest zwakowany. Poprzednia mistrzyni Naomi zrzekła się tytułu z powodu pójścia na urlop macierzyński na odcinku Raw z 18 sierpnia 2025 roku.